# José Chamot
José Antonio Chamot (* 17. Mai 1969 in Concepción del Uruguay) ist ein ehemaliger argentinischer Fußballspieler.

## Karriere

### Verein
Chamot spielte bei Club Gimnasia y Esgrima (Concepción del Uruguay) und Rosario Central, bevor er in die italienische Serie-A wechselte. Dort spielte er bei der AC Pisa, der US Foggia, Lazio Rom und bei der AC Mailand. Außerdem spielte Chamot für Atlético Madrid in der spanischen Primera División.

### Nationalmannschaft
José Antonio Chamot nahm mit der argentinischen Nationalmannschaft an den WM-Endrunden 1994, 1998 und 2002 teil. Außerdem gewann er mit der argentinischen Nationalmannschaft 1996 bei den Olympischen Spielen in Atlanta die Silbermedaille.